# Grensplaats

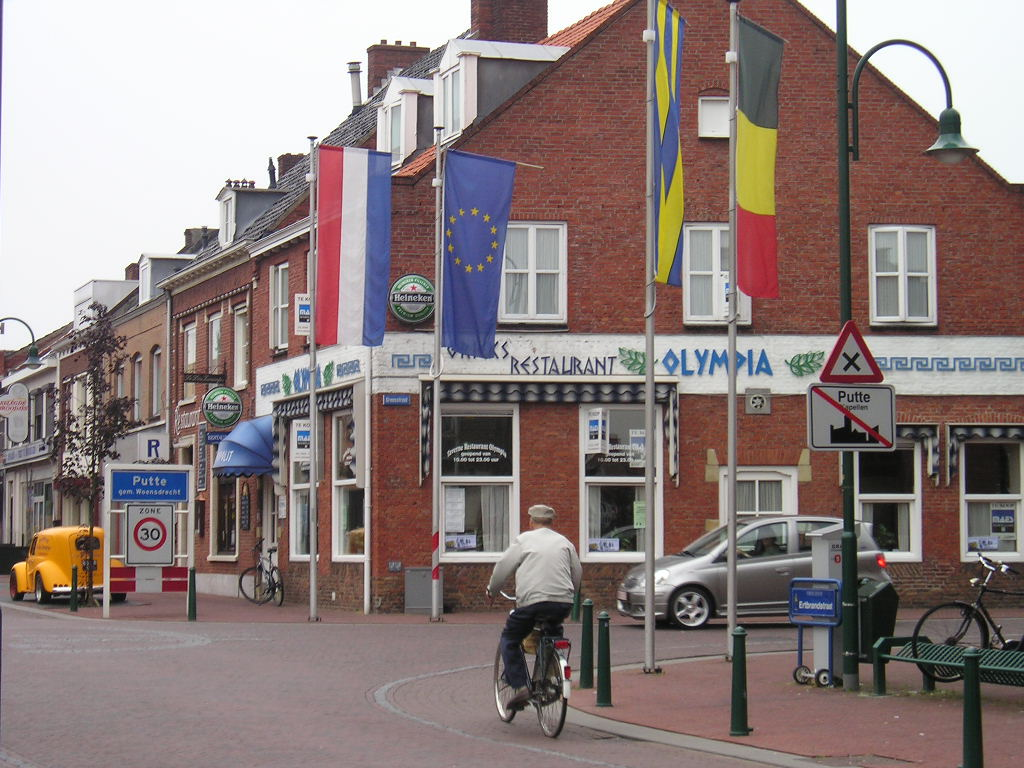
Grensovergang te Putte

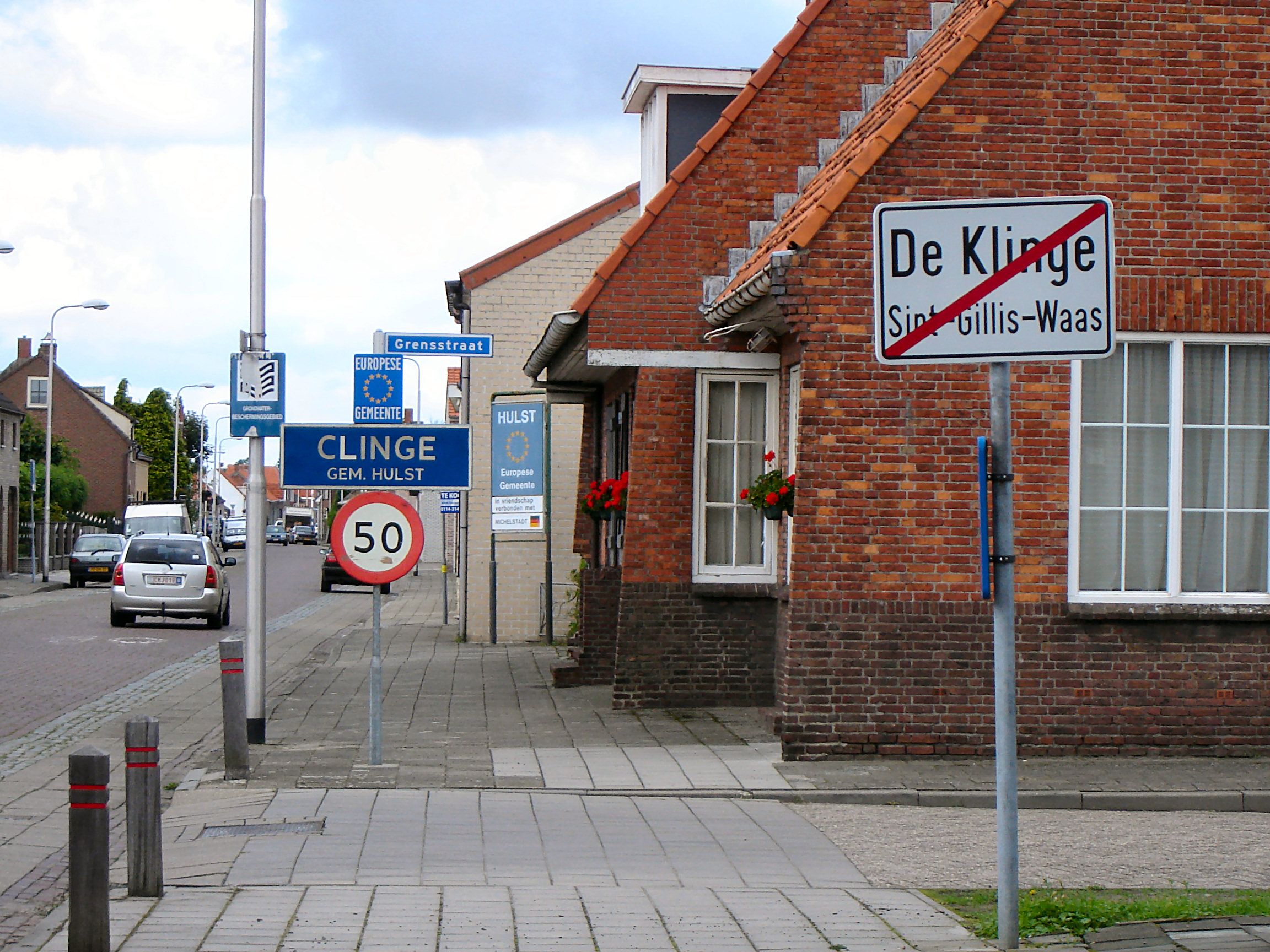
Grensovergang te Clinge/De Klinge

Een grensplaats is een plaats die zich bevindt in twee of meerdere geografische gebieden. Een van de bekendste grensdorpen is Baarle, een dorp met Belgische enclaves binnen Nederlands grondgebied. Meestal hebben de dorpen aan de andere kant van de grens nog steeds dezelfde naam, zij het in Nederland en Vlaanderen soms met een afwijkende spelling. De dorpen Nieuw-Namen en Kieldrecht bewijzen het tegendeel. Feitelijk zijn de kernen zo tegen elkaar aan gebouwd, dat ze samen één dorp of stad vormen, maar ieder met de eigen naam.
In het algemeen zorgde de grens bij een belangrijke grensovergang voor werkgelegenheid in de vorm van douanebeambten, wisselkantoren, winkels, "goedkope" tankstations en horeca. Dit bracht al snel een verdichting van de bebouwing langs de grens met zich mee.

## Voorbeelden
- Voorbeelden van grensplaatsen in Nederland en België:
  - Eede, met de lintbebouwing van Strobrugge aan de Belgische kant
  - Overslag (Zeeland) en Overslag (België)
  - Koewacht, waarbij het Belgische deel over twee gemeenten is verdeeld
  - Clinge en De Klinge
  - Nieuw-Namen en Kieldrecht
  - Prosperdorp en Prosperpolder
  - Putte (Woensdrecht), Putte-Stabroek en Putte-Kapellen, waarbij het Belgische deel over twee gemeenten is verdeeld
  - Baarle, een dorp in de gemeenten Baarle-Nassau en Baarle-Hertog

- Voorbeelden van grensplaatsen in Nederland en Duitsland:
  - Vaals en Vaalserquartier
  - Kerkrade en Herzogenrath, feitelijk een dubbelstad
  - Dinxperlo en Suderwick
  - Ubach over Worms (Landgraaf) en Übach-Palenberg

- Voorbeelden van grensplaatsen in België en Frankrijk:
  - Abele
  - Clef de Hollande
  - Le Bizet en Armentières
  - Komen (België) en Komen (Frankrijk)
  - Wervik en Zuid-Wervik (Wervicq-Sud)
  - Menen en Halluin, feitelijk een dubbelstad
  - Moeskroen en Tourcoing, feitelijk een dubbelstad
  - Leers-Nord en Leers
  - Quiévrain en Quiévrechain
  - Gœgnies-Chaussée en Gognies-Chaussée
  - Erquelinnes en Jeumont
  - Aubange en Mont-Saint-Martin

- Voorbeelden van grensplaatsen in Luxemburg en Frankrijk:
  - Mondorff en Mondorf-les-Bains

- Voorbeelden van grensplaatsen in België en Duitsland:
  - Lichtenbusch

- Na de Tweede Wereldoorlog kwam er een nieuwe grens tussen Duitsland en Polen genaamd de Oder-Neissegrens. Deze zorgde ervoor dat sommige Duitse steden in twee landen kwamen te liggen. Hierdoor mogen deze (tweeling)steden ook grensplaatsen genoemd geworden. Bekende voorbeelden hiervan zijn: 
  - Frankfurt (Oder) en Słubice
  - Guben en Gubin
  - Görlitz en Zgorzelec

Dit voorbeeld komt ook voor in Tsjechië en Polen toen na de Eerste Wereldoorlog de Duitse stad Teschen niet meer van Duitsland was, maar verdeeld werd in het Poolse Cieszyn en het Tsjechische Český Těšín.
Een grensplaats kan een plaats aan de grens zijn zonder dat er direct aan de andere kant van de grens nog een dorp of bebouwing is. Een voorbeeld hiervan is Essen.
- Dorpen in twee provincies:
  - Molenhoek ligt in Limburg en Gelderland.
  - Bareveld ligt in de provincies Drenthe en Groningen

- Dorpen in twee of meer gemeenten:
  - De dorpen Maaskantje en Den Dungen zijn eveneens aan elkaar vast gebouwd, maar lagen vroeger in verschillende gemeenten.
  - Het dorp Gemonde was vroeger gelegen in vier gemeenten, namelijk Boxtel, Sint-Michielsgestel, Schijndel en Sint-Oedenrode.
  - Koedijk is een dorp in de gemeenten Alkmaar en Dijk en Waard.
  - Veenwoudsterwal is een dorp verdeeld over de gemeenten Dantumadeel en Tietjerksteradeel.
  - Tripscompagnie ligt in de gemeentes Midden-Groningen en Veendam. Vroeger was het deel in Midden-Groningen verdeeld tussen de gemeentes Sappemeer (opgegaan in Hoogezand-Sappemeer) en Muntendam (opgegaan in de gemeente Menterwolde).
  - Molenhoek ligt en de gemeenten Heumen en Mook en Middelaar.